# Mary Kingsley
Mary Henrietta Kingsley (ur. 13 października 1862 w Islington w Londynie, zm. 3 czerwca 1900 w Kapsztadzie) – angielska pisarka i podróżniczka, która wpłynęła na europejski pogląd na Afrykę i tamtejszą ludność.
Mary Kingsley opublikowała dwie książki: Travels in West Africa (1897) oraz West African Studies (1899). Pierwsza z nich stała się bestsellerem.